# Майер, Фред Антон
Фред Антон Майер (норв. Fred Anton Maier, 15 декабря 1938, Нёттерёй — 9 июня 2015, там же) — норвежский конькобежец, олимпийский чемпион, чемпион мира и Европы, рекордсмен мира.

## Спортивная карьера
На зимних Олимпийских играх 1964 года в Инсбруке Майер завоевал бронзовую медаль на дистанции 5000 метров и серебряную на дистанции 10000 метров.
На зимних Олимпийских играх 1968 года в Гренобле Майер стал олимпийским чемпионом на дистанции 5000 метров и завоевал серебряную медаль на дистанции 10000 метров.
В 1968 году становился чемпионом мира и Европы в конькобежном многоборье.
Также считался сильным велогонщиком. В 1957 и 1967 годах он становился чемпионом Норвегии в велогонках на время.

## Мировые рекорды
В период с 1965 по 1968 годы Фред Антон Майер установил одиннадцать мировых рекордов.
- 5000 метров — 7:28,10 (4 марта 1965 года, Нотодден)
- Многоборье — 178,253 (6 февраля 1966 года, Осло)
- 10000 метров — 15:32,20 (6 февраля 1966 года, Осло)
- 10000 метров — 15:31,80 (28 февраля 1967 года, Инцелль)
- 5000 метров — 7:26,20 (7 января 1968 года, Девентер)
- 10000 метров — 15:29,50 (21 января 1968 года, Хортен)
- 10000 метров — 15:20,30 (28 января 1968 года, Осло)
- 5000 метров — 7:22,40 (15 февраля 1968 года, Гренобль)
- Многоборье — 176,340 (25 февраля 1968 года, Гётеборг)
- 3000 метров — 4:17,50 (7 марта 1968 года, Инцелль)
- 5000 метров — 7:16,70 (9 марта 1968 года, Инцелль)

## Лучшие результаты
Лучшие результаты Майера на отдельных дистанциях:
- 500 метров — 41,80 (3 февраля 1968 года, Давос)
- 1000 метров — 1:24,30 (1 декабря 1968 года, Инцелль)
- 1500 метров — 2:06,10 (10 марта 1968 года, Инцель)
- 3000 метров — 4:17,50 (7 марта 1968 года, Инцелль)
- 5000 метров — 7:16,70 (9 марта 1968 года, Инцелль)
- 10000 метров — 15:20,30 (28 января 1968 года, Осло)